# If Not for You
If Not for You – piosenka skomponowana przez Boba Dylana, nagrana przez niego na 2 sesjach (w maju i czerwcu) do albumu i wydana na albumie New Morning w październiku 1970 r. Została także jedynym singlem z tego albumu; został on wydany w marcu 1971 r.

## Historia i charakter utworu
Utwór ten został nagrany na drugiej sesji do albumu 1 maja i na sesji czwartej 2 czerwca 1970 r. Plonem majowej sesji były także: Sing on the Window (4 wersje), Time Passes Slowly (3 wersje), Working on the Guru, Went to See the Gypsy. Wszystkie te utwory stały się odrzutami. Na sesji czerwcowej nagrano: Alligator Man, Mary Ann (5 wersji), Rock a Bye My Sara Jane (3 wersje), Spanish Is the Loving Tongue, Mr. Bojangles (2 wersje) oraz Time Passes Slowly. 30 czerwca odbyła się jeszcze w Music Row Studios w Nashville instrumentalna sesja overdubbingowa, podczas której pracowano nad Went to See the Gypsy, If Not for You i Spanish Is the Loving Song.
Z majowej sesji wersja If Not for You ukazała się na The Bootleg Series Volumes 1–3 (Rare & Unreleased) 1961–1991. Z sesji czerwcowej Sara Jane, Mary Ann i Mr. Bojangles ukazały się na albumie Dylan w 1973 r., a Time Passes Slowly został wydany na New Morning.
Dylan po raz pierwszy nagrał If Not for You na 7 sesji do albumu Self Portrait 5 marca 1970 r. Najwyraźniej jednak piosenkę uważał za na tyle ważną i udaną, iż ponownie zaczął pracować nad nią na sesjach do New Morning. W efekcie powstała jedna najbardziej chwytliwych piosenek Dylana o miłości. Sesja trzecia była sesją, w której udział wziął George Harrison. New Musical Express obwieścił nawet, że Dylan i Harrison przygotowują wspólny album. Nie było to prawdą, jednak kompozycja If Not for You zarówno przez Dylana i Harrisona została oceniona tak wysoko, że Dylan nagrał ją ponownie 2 czerwca i umieścił na albumie. Również Harrison nagrał ten utwór i umieścił go na swoim albumie All Things Must Pass.
Produkcją nagrania oprócz Harrisona zajął się także Phil Spector.
Dylan zawsze twierdził, że napisał tę piosenkę z myślą o swojej ówczesnej żonie Sarah Lownds.
Prawdopodobnie najlepiej jego uczucia do Sary oddaje instrumentalna partia utworu, podczas której kontrastują ze sobą pełna namiętności partia harmonijki oraz przesłodzona partia gitary hawajskiej.

## Muzycy
- Bob Dylan – pianino, gitara, harmonijka, wokal

Sesja druga
- Al Kooper – gitara, pianino, wokal
- Charlie Daniels – gitara basowa
- Ron Cornelius – gitara
- George Harrison – gitara
- Russ Kunkel – perkusja

sesja czwarta
- Al Kooper – gitara, pianino, wokal
- Charlie Daniels – gitara basowa
- Ron Cornelius – gitara
- Russ Kunkel – perkusja
- Hilda Harris – chórki
- Albertine Robinson – chórki
- Maeretha Stewart – chórki

## Dyskografia
Singiel
- If Not For You/New Morning (03.1971)(CBS 7092)

Albumy
- Bob Dylan’s Greatest Hits Vol. II (1971)
- Masterpieces (1978)
- Biograph (1985)
- The Bootleg Series Volumes 1–3 (Rare & Unreleased) 1961–1991 (1991)
- The Essential Bob Dylan (2000)
- Dylan (2007)

## Wykonania piosenki przez Dylana
- Piosenka była wykonywana na próbach do koncertu „Bangladesh”. jednak ostatecznie Dylan nie zaśpiewał jej na koncertach.
- Dylan przygotowywał piosenkę na próbach do światowego tournée w 1978 r. i również nie wykonał jej na żadnym koncercie.
- Piosenka znalazła się wśród utworów próbowanych na tournée z The Grateful Dead i ostatecznie także nie została wykonana.
- Dylan przygotowywał piosenkę na turę koncertową w 1989 r. i także jej nie wykonał.
- Po raz pierwszy na koncercie piosenka została wykonana w 1992 r. i od tego czasu jest w jego koncertowym zestawie.

## Wykonania piosenki przez innych artystów
- George Harrison – All Things Must Pass (1970)
- Olivia Newton-John – singiel; Olivia Newton-John (1971); Let Me Be There (1973); First Impressions (1974); Crystal Lady (1974); 48 Original Tracks (1994)
- Jay Fallen – Heart of the Country (1971)
- John Schroder – Dylan Vibratons (1971)
- Anita Kerr Singers – Daytime, Nighttime (1972); Favorites (1994)
- Suzanne – Sunshine Through a Prism: The Best of Suzanne (1972)
- Glen Campbell – I Knew Jesus (Before He Was a Star) (1973)
- Richie Havens – The End of Beginning (1976); Sings Beatles and Dylan (1990)
- Janglers – Janglers Play Dylan (1992)
- The Paragons – Sings the Beatles and Bob Dylan (1998)
- Susan McKeown – Mighty Rain (1998)
- Jimmy LaFave – Trail (1999)
- Barb Jungr – Every Grain of Sand: Barb Jungr Sings Bob Dylan (2002)
- Robert Crenshaw – Dog Dreams (2003)
- Bryan Ferry
- Rod Stewart
- Sarah Vaughan

## Listy przebojów
| Rok         | Singel                     | Lista              | Pozycja |
| ----------- | -------------------------- | ------------------ | ------- |
| Marzec 1971 | If Not for You/New Morning | Billboard. Hot 100 | –       |